# Roseli de Belo
Roseli de Belo (sinh ngày 7 tháng 9 năm 1969), thường được gọi là Roseli, là một cầu thủ bóng đá người Brasil chơi trong vai trò một tiền đạo cho đội tuyển bóng đá nữ quốc gia Brasil.
Bà tham gia đội bóng đại diện cho Brasil tại Giải vô địch bóng đá nữ thế giới 1991 và 1995; cũng như tại giải bóng đá nữ Thế vận hội Mùa hè 1996. Bà cũng tham gia Thế vận hội Mùa hè 2000 và là một phần trong đội hình giành huy chương bạc cho Brasil năm 2004.
Roseli chơi cho Takarazuka Bunnys ở Nhật Bản và Washington Freedom ở Hoa Kỳ.

## Sự nghiệp quốc tế
Roseli là một thành viên của câu lạc bộ EC Radar, đội đại diện cho Brasil tại Giải đấu Chào mời Bóng đá Nữ FIFA năm 1988 ở Quảng Đông và đứng ở vị trí thứ ba. Báo chí Trung Quốc đã bầu chọn bà vào đội hình thi đấu tiêu biểu giải đấu.
Tại World Cup nữ năm 1991, Roseli tham dự trận đấu World Cup đầu tiên cùng đội tuyển Brasil; đội tuyển cũng giành chiến thắng tối thiểu 1–0 trước Nhật Bản ở Phật Sơn.  Bốn năm sau, bà ghi bàn thắng duy nhất khi Brasil có chiến thắng gây sốc trước đội Thụy Điển với tỉ số 1–0 trong trận mở màn của Giải vô địch bóng đá nữ thế giới 1995.
Roseli ghi 15 bàn tại vòng loại Giải vô địch bóng đá nữ thế giới 1999, nhưng chấn thương đầu gối trong trận đấu với Hoa Kỳ vào năm 1998 đã khiến bà ấy không thể tham dự giải đấu vào phút chót. Không có Roseli, Brasil vẫn vào đến trận bán kết nhưng để thua Hoa Kỳ. Bà trở lại đội tuyển quốc gia cho một trận đấu khác với đối thủ Hoa Kỳ vào tháng 9 năm 1999.
Bà được xếp hạng ba (cùng hạng với Michael Jackson, sau Pretinha và Sissi) trong danh sách Cầu thủ nữ xuất sắc nhất Nam Mỹ của Liên đoàn Lịch sử Bóng đá Quốc tế và Thống kê Quốc tế (IFFHS).

## :Liên kết ngoài
- Roseli de Belo – Thành tích thi đấu FIFA
- Saad EC